# 杜斯高·古積
杜斯高·古積（Dusko Grujic，1972年9月15日—），出生于科拉，南斯拉夫职业足球运动员，司職後衛。